# 千種良由
千種 良由（ちくさ ながよし）は、江戸時代の武士。南北朝時代に活動した千種忠顕の末裔。

## 概要
父・千種顕理は織田信雄・豊臣秀吉・豊臣秀頼に仕え、慶長20年（1615年）の大坂夏の陣で戦死している。
『地下家伝』によると、時期は不明だが宮内卿・法橋に叙任されており、明暦3年（1657年）7月3日（8月12日）には法眼となり、翌明暦4年（1658年）6月19日（7月19日）に死去したとされる。
良由の末裔は、良由-尚堅-尚宣-啓迪-啓道-啓般-啓遵-讓中と幕末まで続いている。